# Patrulater bicentric

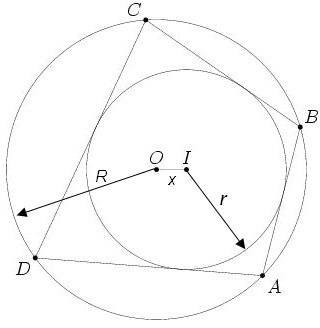
Patrulater bicentric

În geometria euclidiană, patrulaterul bicentric este un patrulater convex care admite atât cerc înscris, cât și cerc circumscris.
Exemple de astfel de patrulatere sunt pătratul și trapezul isoscel care admite un cerc înscris.
Jean-Victor Poncelet a demonstrat o teoremă conform căreia dacă două cercuri sunt cercul înscris și cel circumscris al unui patrulater bicentric, atunci oricare punct de pe cercul circumscris poate fi vârful unui alt patrulater bicentric având cele două cercuri ca înscris și respectiv circumscris.

## Teorema lui Fuss
Această teoremă stabilește o relație între raza r a cercului înscris, raza R a cercului circumscris și distanța x dintre centrele acestora:
{\displaystyle {\frac {1}{(R-x)^{2}}}+{\frac {1}{(R+x)^{2}}}={\frac {1}{r^{2}}}.}
Poartă numele matematicianului Nicolaus Fuss.